# Pašmanski kanal
Pašmanski kanal je morski kanal u Jadranskom moru između otoka Pašmana i kopnene obale. Kanal je plovan za plovila do 6 m gaza, zbog mnogih otočića i plićina, posebno u jugoistočnom dijelu kanala.
Izložen je buri i jugu, koji stvaraju jake valove. Zimi bura dostiže orkansku jačinu. Također su pojačane morske struje. Struja plime i oseke dostiže brzinu od oko 2,5 čv. Za juga brzina struje se poveća do 3 čv. Južni vjetrovi utječu na smjer struje i razvijaju vrlo jake vrtloge. Središnji dio kanala, od rta Tukljačan do otočića Garmenjak na sjeverozapadu i od uvale Soline do rta Studenac na jugoistoku, plovan je samo za plovila do 500 brt.
Kanal je podijeljen na dva plovidbena prolaza, zapadni i istočni, a dijeli ih linija koja povezuje otočiće Komornik, Babac, Frmić, Planac i Sveta Katarina.
Plovidba kanalom je zabranjena kada je smanjena vidljivost na manje od 0,2 nautičke milje.
Pašmanski kanal obiluje velikim brojem otoka i otočića. Posebna je značajka što je u njemu svjetski poznat otočić Galešnjak – poznat i pod imenom "Otok ljubavi" koji prirodno izgleda u obliku srca i vrlo je posjećen. Pašmanski kanal također poznat je i po vrlo atraktivnom i bogatom ribolovnom krajoliku te vrlo lijepim pješčanim plažama. Zbog svoje ljepote i kvalitetnog mora omiljeno je okupljalište i brojnih nautičara.